# Adenophora himalayana
Adenophora himalayana är en klockväxtart som beskrevs av Heinrich Feer. Adenophora himalayana ingår i släktet kragklockor, och familjen klockväxter.

## Underarter
Arten delas in i följande underarter:
- A. h. alpina
- A. h. himalayana